# Rättviks kommun
Rättviks kommune ligger nordøst for Siljansøen, i det svenske län Dalarnas län i Dalarna. Kommunens administrationscenter ligger i byen Rättvik.

## Byer og landsbyer
I Rättvik kommune ligger seks byer og landsbyer
Indbyggere pr.  31. december 2005.
| #  | By            | Indbyggere |
| -- | ------------- | ---------- |
| 1. | Rättvik       | 4 588      |
| 2. | Vikarbyn      | 1 208      |
| 3. | Boda          | 576        |
| 4. | Furudal       | 449        |
| 5. | Gulleråsen    | 365        |
| 6. | Nedre Gärdsjö | 248        |